# 24 Horas de Vida
24 Horas de Vida é um programa de televisão que tem como objetivo, ajudar celebridades a escolher o que fazer nas suas 'últimas' 24 horas de vida. É emitido aos domingos à noite e apresentado por Bárbara Guimarães, assinalando o regresso da apresentadora à antena da SIC.
No início do mês de março de 2020, na sequência do surto de Covid-19 em Portugal, em linha com as medidas preventivas adotadas pela SIC para os seus programas de entretenimento, as gravações da primeira temporada do programa foram suspensas, com previsão de ser retomadas quando "existirem condições para voltar a gravar".

## Sinopse
Este é um formato televisivo intenso, verdadeiro e emocionante.
Em 24 horas de Vida, Bárbara Guimarães vai ao encontro de uma celebridade e desafia-a a viver plenamente as suas ‘últimas’ 24 horas de vida. Para tal, há que estabelecer prioridades e fazer escolhas.
Ao longo dos programas, as figuras conhecidas partem deste cenário hipotético rumo a uma bola de neve de emoções. Os afetos, os medos, as ânsias e incertezas, as dúvidas e o arrependimento, a amizade e o amor, numa jornada única, repleta de encontros, atividades, memórias, momentos de afeto e de reflexão. O objetivo é viver ao máximo... como se não houvesse amanhã.
Durante 24 horas, numa corrida contra o tempo, o convidado decide o que quer fazer, de quem deseja despedir-se e que experiências quer viver. Bárbara Guimarães acompanha-o ao longo de toda a jornada, garantindo a concretização dos seus últimos desejos.
Este é o programa que o fará questionar-se acerca das suas prioridades.
Se tivesse apenas 24 horas de vida...
O que faria?
Quereria estar com a família? Reunir os amigos? Pedir desculpa a alguém? Concretizar um sonho antigo? Ou apenas divertir-se?
Confrontado com o fim, sentir-se-ia grato? Diria que viveu a vida da melhor forma? Ou deixou muitas coisas por fazer? Por fim, estaria pronto para dizer adeus?
Não deixes nada por fazer.
Não deixes nada por dizer.
Se há algo que queres realizar, o momento é agora!
24 Horas de Vida, um formato surpreendentemente feliz... Uma homenagem à vida!

## Episódios e Audiências
| # | ## | Exibição            | Convidado           | Audiência             |
| - | -- | ------------------- | ------------------- | --------------------- |
| 1 | 1  | 8 de março de 2020  | Maria João Abreu    | 12.9rating 26.7%share |
| 2 | 2  | 15 de março de 2020 | João Baião          | 13.2rating 24.9%share |
| 3 | 3  | 22 de março de 2020 | Dolores Aveiro      | 11.5rating 21.9%share |
| 4 | 4  | 29 de março de 2020 | Alexandra Lencastre | 11.9rating 20.3%share |